# Robert E. Howard Museum
Koordinaten: 32° 7′ 17,5″ N, 99° 10′ 19,2″ W

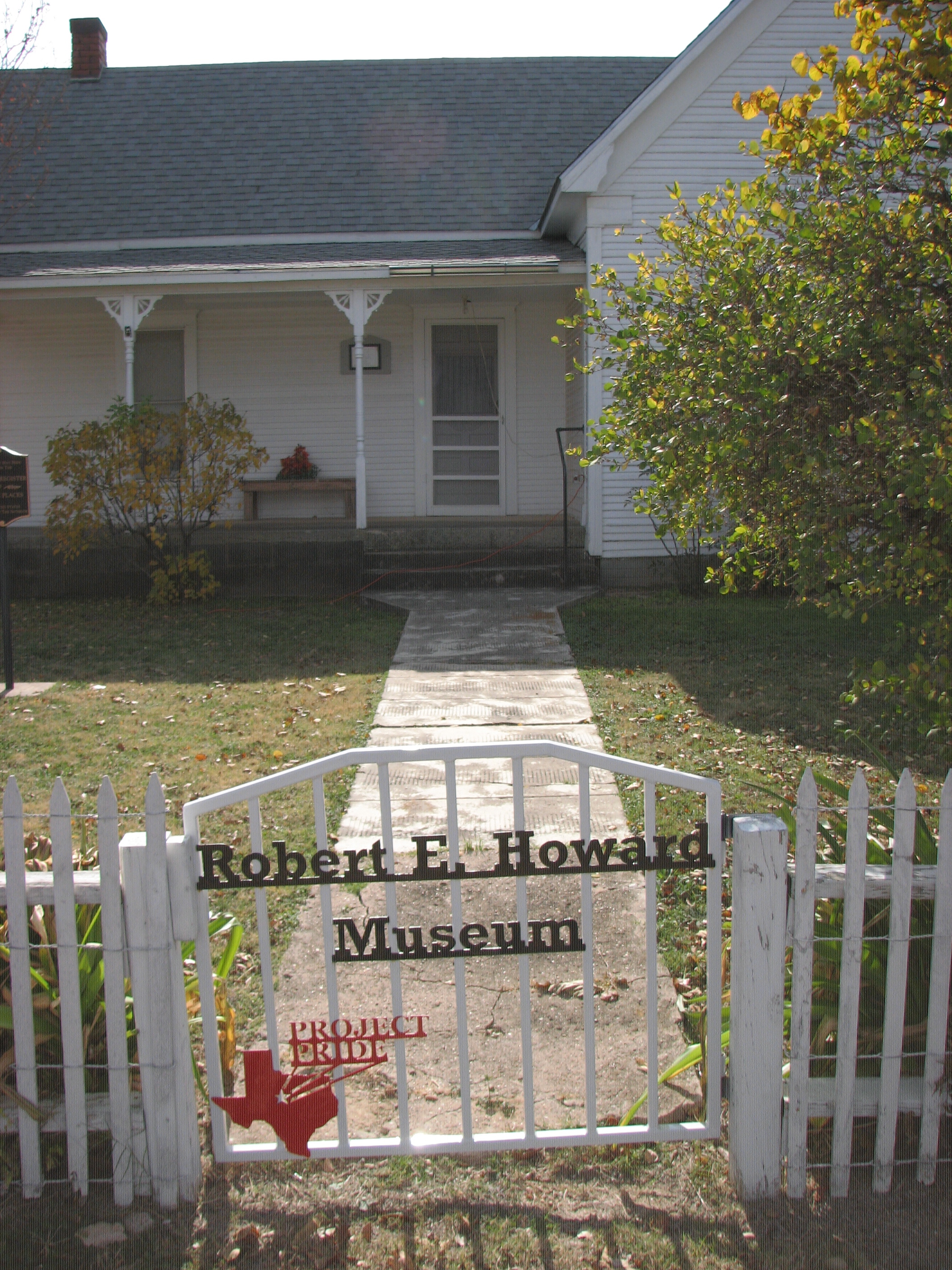
Robert E. Howard Museum

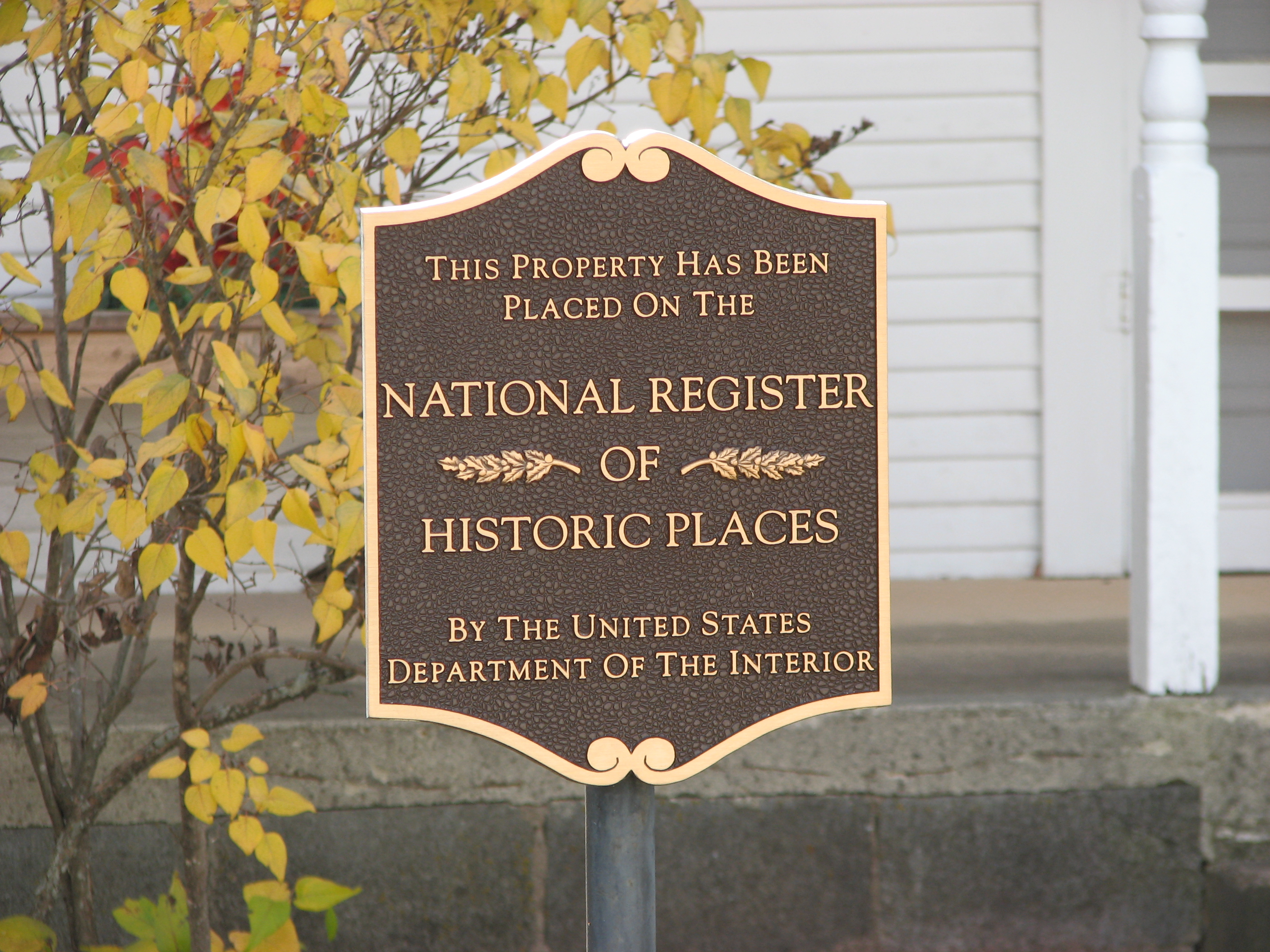

Das Robert E. Howard Museum ist ein Museum in Cross Plains im Callahan County in Texas, Vereinigte Staaten. Es steht an der Kreuzung von Texas State Highway 36 und Avenue J. Es war das Wohnhaus des Autors Robert E. Howard, der Conan den Cimmerier erschaffen hat.  Das Bauwerk wurde 1994 in das National Register of Historic Places aufgenommen.

## Geschichte
Das T-förmige, weißgestrichene Haus ließ sich das Ehepaar J. M. Coffman 1919 in Holzständerbauweise erbauen. Dr. Isaac M. Howard und seine Frau Hester Ervin Howard kauften es wenig später. Deren Sohn Robert war ein Teenager, als die Familie in das Haus zog. Die Howards ließen ein Badezimmer und die rückwärtige Veranda hinzufügen.  Robert E. Howard beging 1936 in seinem Auto, das in der Zufahrt des Hauses geparkt war, Suizid. Sein Vater verkaufte es 1944 an Nancy Elizabeth Grisham.
Das Bauwerk wurde 1989 von der in Cross Plains ansässigen gemeinnützigen Organisation Project Pride erworben, die es restaurieren ließ und mit stilgerechten Möbeln ausstattete. Durch einen Tornado, der 1994 in Cross Plains wütete, wurde das Anwesen beschädigt. Diese Schäden ließ Project Pride ausbessern, außerdem entstand ein Pavillon für kommunale Veranstaltungen. 1994 wurde das Bauwerk in das National Register of Historic Places Listings aufgenommen.

## Museum
Die von Laien gegründete Robert E. Howard Press Association und die gemeinnützige Robert H. Howard Foundation richten jährlich im Juni eine Veranstaltung aus, um des Vermächtnisses des Autors zu gedenken.

## Belege
1. ↑  Rod Dreher:  A Writer Loves and Dies in Texas In: Sun Sentinel, 12. Februar 1997. Abgerufen am 16. Februar 2012 (englisch).
2. 1 2  NRHP Howard House. Texas Historical Commission, abgerufen am 16. Februar 2012 (englisch).
3. ↑  THC RE Howard House. Texas Historical Commission, ehemals im Original (nicht mehr online verfügbar); abgerufen am 16. Februar 2012 (englisch). (Seite nicht mehr abrufbar. Suche in Webarchiven)  Info: Der Link wurde automatisch als defekt markiert. Bitte prüfe den Link gemäß Anleitung und entferne dann diesen Hinweis.
4. ↑  Dale E Rippke: The Hyborian Heresies. Wild Cat Books, 2004, ISBN 978-1-4116-1608-0, S. 1 (englisch).
5. ↑  Robert E. Howard Home Restored by Project Pride. CrossPlains.com, archiviert vom Original am 30. März 2017; abgerufen am 16. Februar 2012 (englisch).  Info: Der Archivlink wurde automatisch eingesetzt und noch nicht geprüft. Bitte prüfe Original- und Archivlink gemäß Anleitung und entferne dann diesen Hinweis.